# Марианна Виктория Португальская
Марианна Виктория Португальская (Мариана Витория; 15 октября 1768, дворец Келуш, Лиссабон — 2 ноября 1788[…], Касита-дель-Инфанте, Мадрид) — португальская инфанта из рода Браганса, старшая дочь королевы Португалии Марии I и Педру III.

## Биография
Марианна Виктория родилась в Королевском дворце Келуш, недалеко от Лиссабона. Её назвали в честь бабушки по материнской линии Марианны Виктории Испанской, дочери короля Испании Филиппа V.
Её бабушка Марианна отправилась в Испанию в 1777 году, чтобы обсудить союз с своим братом, королём Испании Карлом III. Там она помогла устроить брак между Марианной Викторией и младшим сыном короля Испании, инфантом Габриэлем, двоюродным братом Марии I. Они поженились по доверенности 12 апреля 1785 года во дворце Вила-Висоза. Пара впервые встретилась в Королевском дворце Аранхуэс 23 мая и поженилась на ещё одной церемонии.
У королевской пары было трое детей, двое из которых умерли в младенчестве.
- Инфант Педро Карлос (18 июня 1786 — 4 июля 1812), был женат на Марии Терезе Португальской, принцессе Бейра; оставил потомство
- Инфанта Мария Карлота (4 ноября 1787 — 11 ноября 1787)
- Инфант Карлос Хосе (28 октября 1788 — 9 ноября 1788)

Во время рождения своего последнего ребёнка, инфанта Карлоса, Марианна Виктория и её супруг жили в частной резиденции Габриэля, Касита-дель-Инфанте в Эскориале. Находясь там, Габриэль заболел оспой и умер в возрасте 36 лет. Его 19-летняя жена умерла от той же болезни 2 ноября; новорождённый инфант Карлос умер через неделю после своей матери.
После смерти Марианны Виктории инфант Педро Карлос был объявлен инфантом Португалии в дополнение к инфанту Испании по отцовской стороны. Такой же статус был присвоен единственному сыну Педро Себастьяну.
Марианна и её муж были основателями дома Бурбон-Браганса, который впоследствии влился в испанскую знать в качестве герцогов Эрнани, Марчена, Ансола и Дуркаль.
Марианна Виктория была похоронена в Королевском монастыре Эскориал с мужем и двумя маленькими детьми.